# Lijst van nummer 1-hits in de 3FM Mega Top 30 in 2022
Deze hits stonden in 2022 op nummer 1 in de Mega Top 30, de hitlijst van de Nederlandse radiozender NPO 3FM. De eerste twee weken van 2022 werd de Mega Top 30 nog uitgezonden op zaterdagmiddag, vanaf 14 januari wekelijks op vrijdagmiddag. In september keerde de hitlijst niet terug in de nieuwe programmering. De lijst werd opgevolgd door De verlanglijst.
| Datum       | Artiest            | Titel               |
| ----------- | ------------------ | ------------------- |
| 1 januari   | Rondé              | Hard to say Goodbye |
| 8 januari   | Meau               | Dat heb jij gedaan  |
| 14 januari  | Meau               | Dat heb jij gedaan  |
| 21 januari  | Stromae            | L'enfer             |
| 28 januari  | Stromae            | L'enfer             |
| 4 februari  | Meau               | Dat heb jij gedaan  |
| 11 februari | Meau               | Dat heb jij gedaan  |
| 18 februari | Meau               | Dat heb jij gedaan  |
| 25 februari | Meau               | Dat heb jij gedaan  |
| 4 maart     | Tiësto ft. Ava Max | The Motto           |
| 11 maart    | Rondé              | Hard to say Goodbye |
| 18 maart    | S10                | De Diepte           |
| 25 maart    | S10                | De Diepte           |
| 1 april     | S10                | De Diepte           |
| 8 april     | Harry Styles       | As it was           |
| 15 april    | Harry Styles       | As it was           |
| 22 april    | Harry Styles       | As it was           |
| 29 april    | Harry Styles       | As it was           |
| 6 mei       | Harry Styles       | As it was           |
| 13 mei      | S10                | De Diepte           |
| 20 mei      | Harry Styles       | As it was           |
| 27 mei      | Harry Styles       | As it was           |
| 3 juni      | Harry Styles       | Late Night Talking  |
| 10 juni     | Harry Styles       | Late Night Talking  |
| 17 juni     | Rondé              | Love Myself         |
| 24 juni     | Rondé              | Love Myself         |
| 1 juli      | Imagine Dragons    | Sharks              |
| 8 juli      | Imagine Dragons    | Sharks              |
| 15 juli     | Son Mieux          | Multicolor          |
| 22 juli     | Son Mieux          | Multicolor          |
| 29 juli     | Son Mieux          | Multicolor          |
| 5 augustus  | Son Mieux          | Multicolor          |
| 12 augustus | Son Mieux          | Multicolor          |
| 19 augustus | Son Mieux          | Multicolor          |
| 26 augustus | Son Mieux          | Multicolor          |
| 2 september | Son Mieux          | Multicolor          |